# Lars Jönsson (tennisspelare)
Lars Jönsson, född 27 juni 1970 i Göteborg, är en svensk högerhänt före detta tennisspelare. Jönsson blev proffs 1988. Han nådde sin bästa placering i ATP-touren, 67, den 7 oktober 1991. Han vann inte någon ATP-titel under sin karriär men var i en singelfinal i Wellington. 1997 avslutade Jonsson tenniskarriären.

## Finalförluster

### Singelfinaler (1)
| Nr | Datum            | Turnering  | Underlag  | Motståndare      | Resultat      |
| 1  | 31 december 1990 | Wellington | Hardcourt | Richard Fromberg | 1-6, 4-6, 4-6 |